# Leopold Birstinger

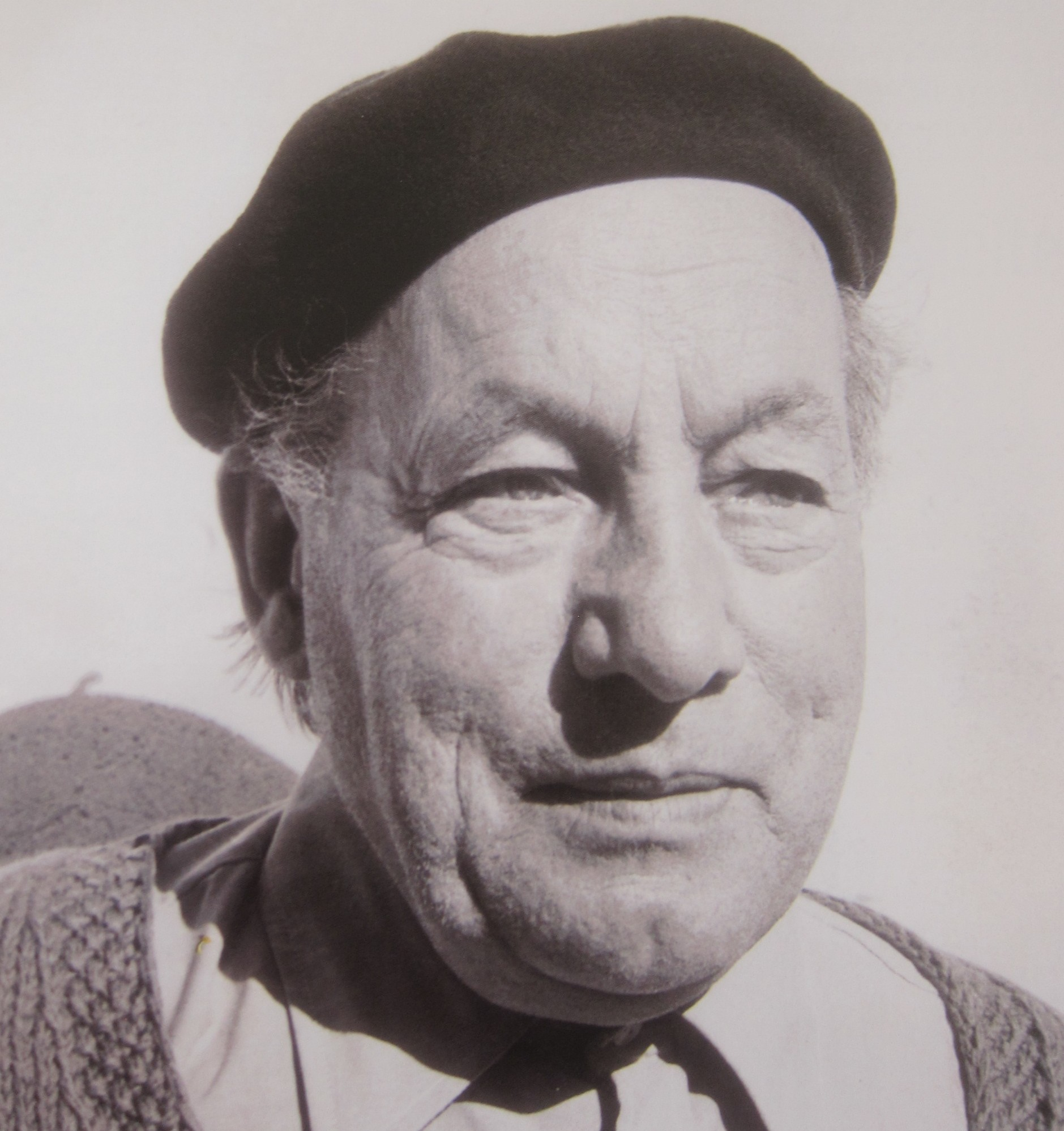
Leopold Birstinger um 1975

Leopold Birstinger (* 30. Oktober 1903 in Wien; † 15. August 1983 ebenda) war ein österreichischer Maler und Graphiker.

## Leben und Werdegang

### Frühe Jahre
Leopold Birstinger wurde als ältester Sohn von Ludwig Birstinger und seiner Frau Franziska, geb. Bruckbauer, in Wien geboren. Sein Vater, von Beruf Fassbinder, der in Ottakring ein Wirtshaus betrieb, starb 1917, die Familie lebt in ärmlichen Verhältnissen. Leopold Birstinger arbeitet als Knecht bei Bauern in Niederösterreich, macht eine Müllerlehre in Pulkau und arbeitet in verschiedenen Berufen, während er Zeichenkurse an der Volkshochschule, ab 1924 an der Graphischen Lehr- und Versuchsanstalt in Wien besucht. An der Akademie der bildenden Künste Wien studiert er 1926–1930 bei Karl Sterrer, 1930–1933 in der Meisterklasse Rudolf Bachers. In dieser Zeit befreundet er sich mit den Malern Rudolf Szyszkowitz und Albin Stranig und nimmt Kontakt mit dem katholischen Bund Neuland auf. Er erhält mehrere Preise und Stipendien, darunter den österreichischen Rompreis (1934).

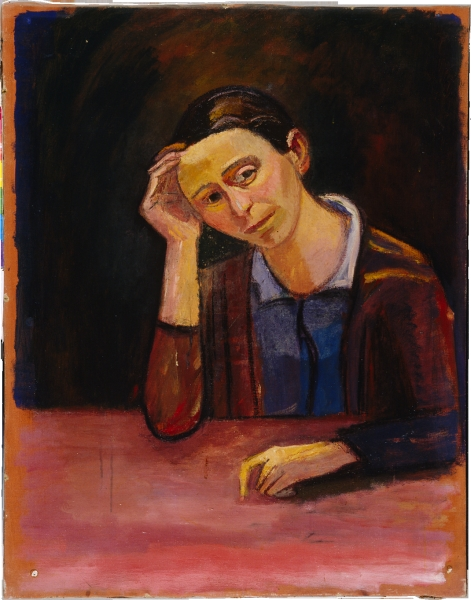
Frau mit aufgestütztem Arm (Annemarie Brendlin), um 1937

### 1934–1945
1934 heiratet er die aus Basel stammende Studienkollegin Annemarie Flora Brendlin. Aus der Ehe gehen zwei Söhne hervor: Martin (geb. am 30. September 1936) und Leopold (geb. am 4. August 1940). Für eine Kapelle in Bad Fischau entstehen drei Wandbilder: Werke der Liebe. Mit seiner Frau unternimmt er Reisen, u. a. nach Italien, wo er die Malerkollegen Toni Stadler, Gerhard Marcks und Hans Purrmann kennenlernt, und 1936 nach Güstrow zu Ernst Barlach, von dem er eine Plastik und Holzschnitte erwirbt. Im selben Jahr restauriert Birstinger sechs Bilder des Fürsten Schwarzenberg und malt in seinem Auftrag ein Porträt der Gräfin Revertera. 1937 besucht er die Ausstellung Entartete Kunst in München und vermerkt, es sei „eine der schönsten Ausstellungen gewesen, die ich in meinem Leben gesehen habe.“
Von 1941 bis zum Kriegsende 1945 war Birstinger Angehöriger der Deutschen Wasserschutzpolizei. 1942 fällt sein Bruder Josef an der Front bei Nowola Wodologa. Am 9. August 1943 stirbt seine Frau, erst 31 Jahre alt. Beide Schicksalsschläge treffen ihn schwer.

### 1945–1983
Nach Kriegsende bemüht sich Birstinger vergeblich um eine Professur an der Akademie der Bildenden Künste. Er erhält vom Unterrichtsministerium eine Ausreisegenehmigung in die Schweiz, aber von Schweizer Seite keine Einreisegenehmigung, und hält sich 1947 mehrmals illegal in Arlesheim auf, wo die Familie seiner verstorbenen Frau lebt. Im selben Jahr stirbt 81-jährig seine Mutter. Ihr Tod, der Verlust seiner Frau und des Bruders verursachen eine schwere seelische Krise.

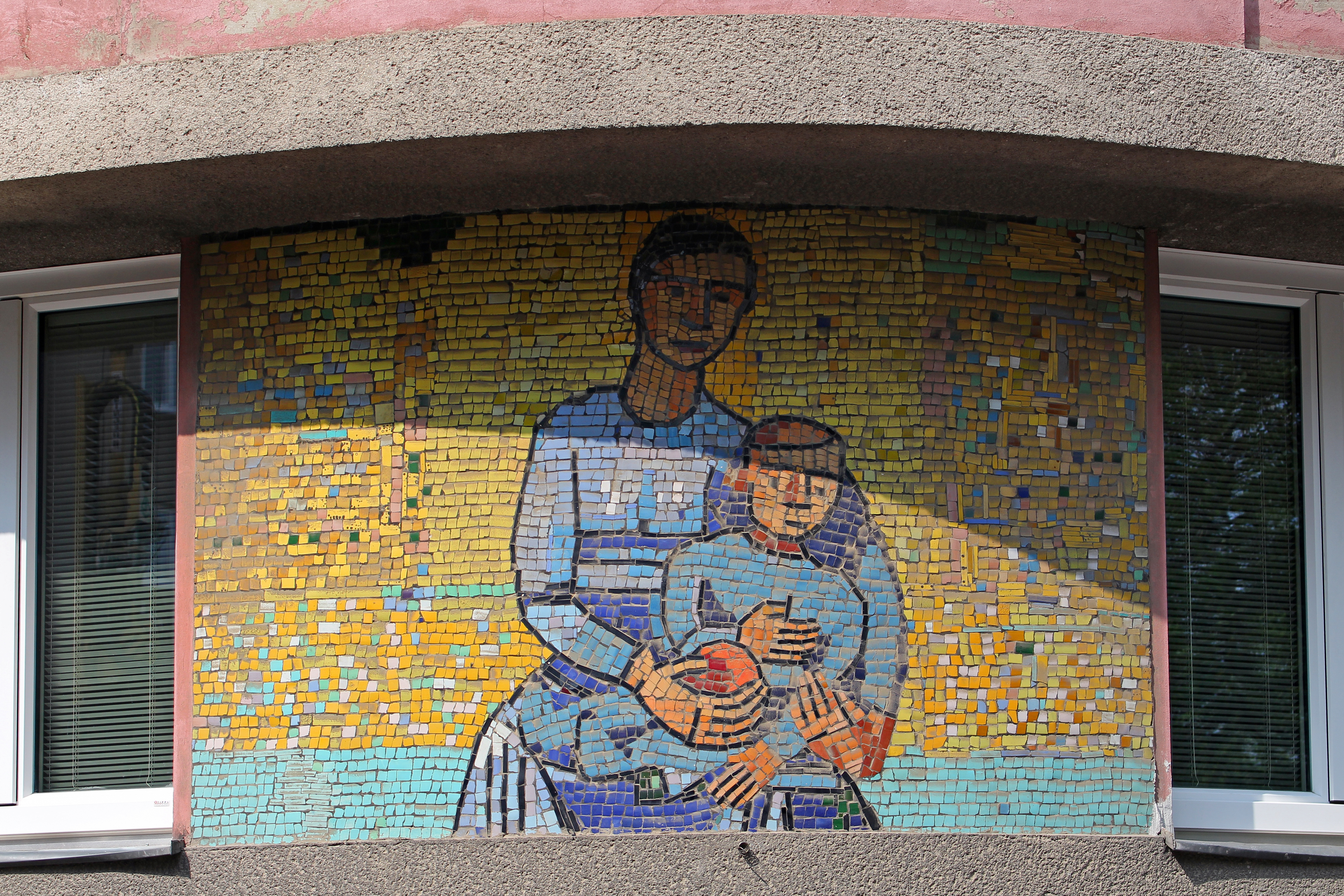
Mosaik Mutter und Kind (1955–1957) am Gemeindebau Dreyhausenstraße 46, Wien-Penzing

1948 verurteilt ihn das Bezirksgericht Werdenberg zu vierzehn Tagen Haft und verhängt ein Einreiseverbot in die Schweiz bis 1955. Er tritt der Berufsvereinigung bildender Künstler Österreichs bei, bleibt aber nur drei Jahre Mitglied. Im Juli zeigt die Galerie Welz in Wien seine erste Personalausstellung.
1953 nimmt er am 2. Österreichischen Graphikwettbewerb teil. Er wird 1954 Mitglied der Wiener Secession, verlässt sie aber nach vier Jahren wieder. In dieser Zeit lernt er auch Wilma Trebitsch (1910–1993) kennen, die seine Lebensgefährtin bis zu seinem Tod wird. Mit ihr reist er 1956 nach Rom. Er erhält den Förderpreis des „Theodor-Körner-Stiftungsfonds“ und führt zahlreiche Aufträge für Mosaiken an Wiener Gemeindebauten aus. 1957 erhält er den Preis des Wiener Kunstfonds.

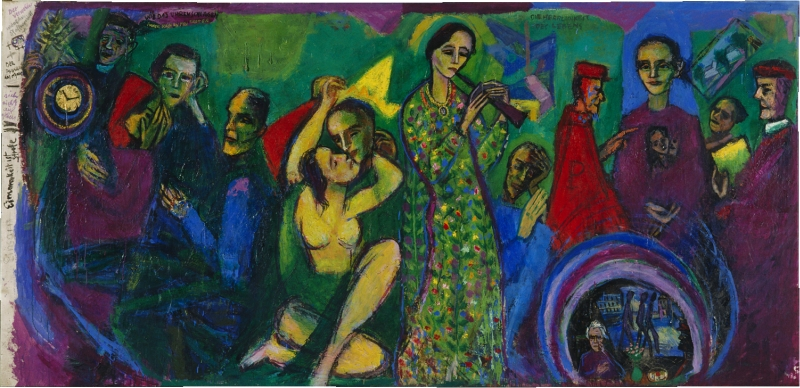
Kafka, Der Prozess, 1960–69

1962 entwirft er die Glasfenster für die Pfarrkirche Laßnitzhöhe bei Graz (Architekt Robert Kramreiter). 1963 und 1964 verfertigt er 28 Glasfenster für die Kirche Sankt Anton im 21. Bezirk in Wien (Architekt Leo Splett). 1967 wird Birstinger Mitglied des Steiermärkischen Werkbunds, verlässt aber auch diesen wieder nach zwei Jahren.
1972 entstehen sieben Mosaiken nach Entwürfen Birstingers in der Schluckergasse 1–13 in Wien. 1979 wird ihm die silberne Ehrenmedaille der Bundeshauptstadt Wien überreicht, am 25. Februar 1982 erfolgt die Verleihung des Professorentitels. 1983 erhält er eine Auszeichnung des Landes Niederösterreich, am 15. August desselben Jahres stirbt Leopold Birstinger im Lainzer Krankenhaus in Wien.

## Stil und Künstlerische Entwicklung
Leopold Birstinger war ein verschlossener Einzelgänger, der zwar immer wieder Anschluss in Künstlervereinigungen suchte, sich aber meist bald enttäuscht von ihnen abwandte.
Als Konstante seines Werks erscheint das emotive Ausdrucksbedürfnis, das an die gegenständliche Darstellung geknüpft ist.
Zu Birstingers Förderern gehörte in den Fünfzigerjahren Monsignore Otto Mauer, der ihn immer wieder in der Galerie St. Stephan ausstellte. Als Mauer sich stärker neueren Strömungen, vor allem dem Informel zuwandte, reagierte Birstinger sehr verletzt und brachte in seinem späten Hauptwerk Kafka der Prozess neben anderen Texten im Bild links oben die Anmerkung unter: „Widerliches Pfaffengesicht (OM)“.
Erst die große Retrospektive zum 100. Geburtstag im Wiener Leopold-Museum (31. Oktober 2003 bis 1. Februar 2004) rückte Birstinger wieder stärker ins Licht der Öffentlichkeit. Der Sammler Leopold hat kontinuierlich Werke von ihm erworben, das Leopold-Museum besitzt derzeit (2015) den wahrscheinlich größten Bestand an Ölbildern Birstingers.

Bildergalerie (Chronologische Auswahl)
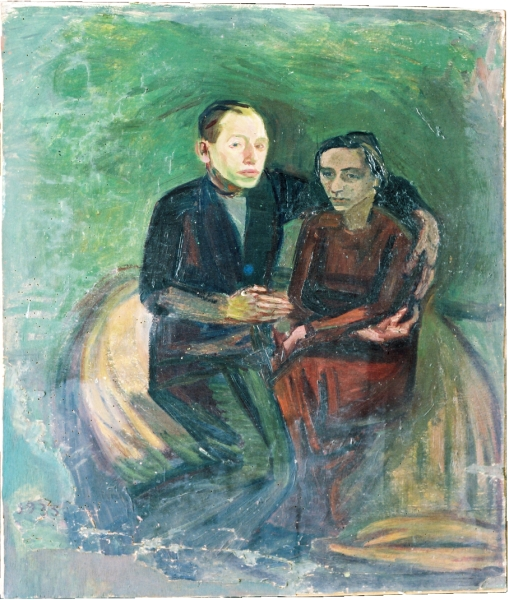
Die Liebenden, 1933
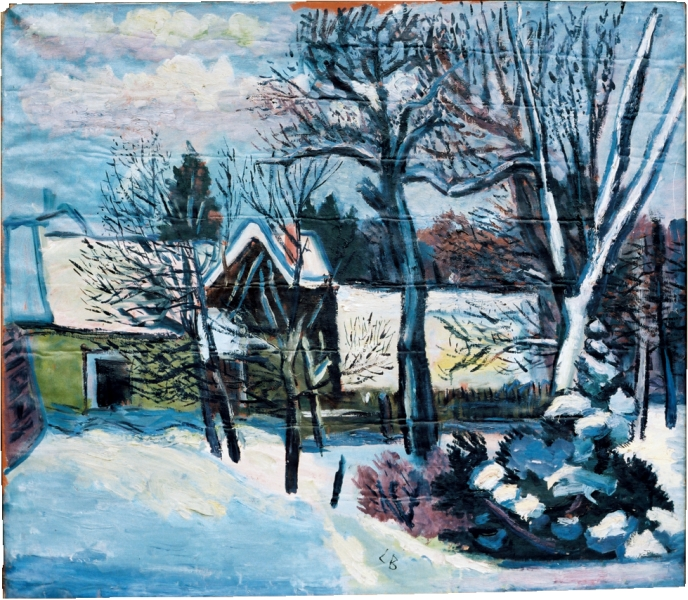
Haus des Künstlers im Winter, um 1935
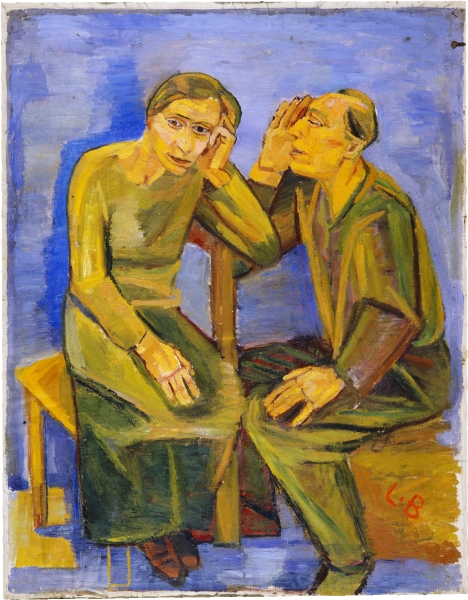
Doppelporträt, 1938
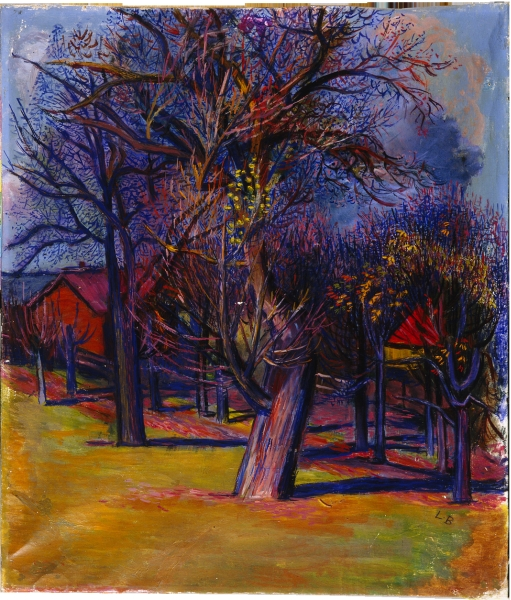
Bäume, um 1940
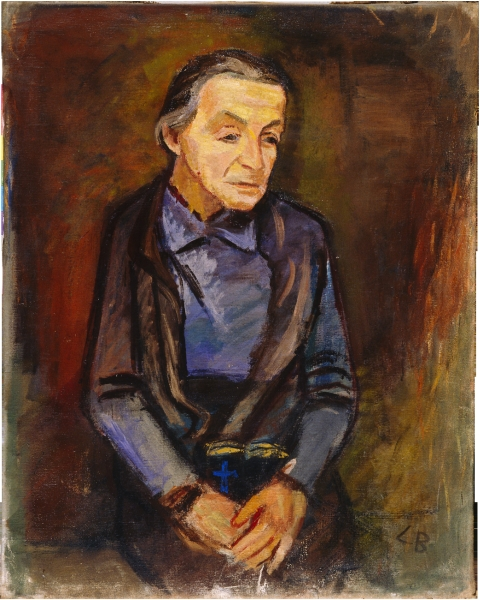
Mutter, 1940–1945
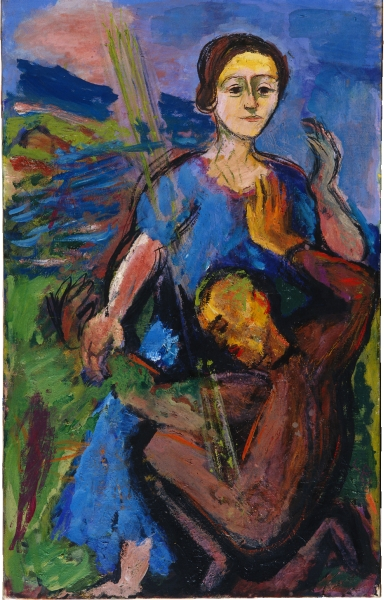
Jakob ringt, 1950–1952
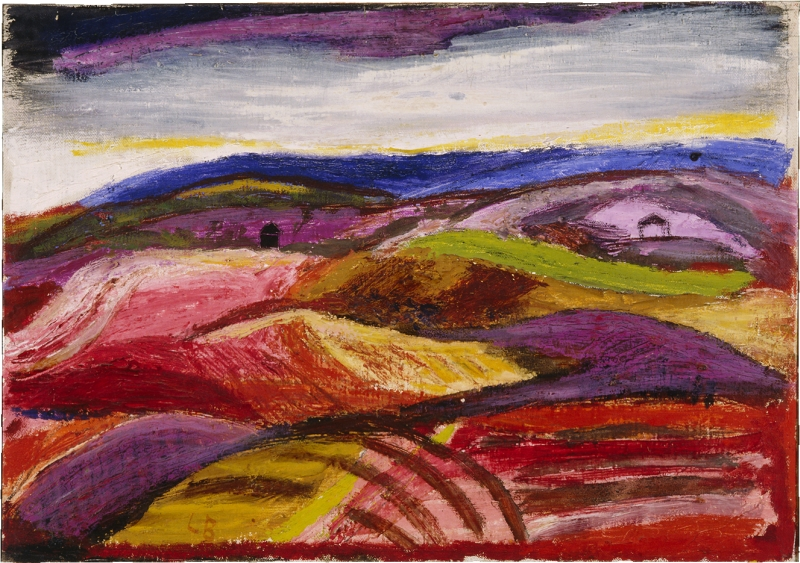
Herbstfarben, 1950–1954
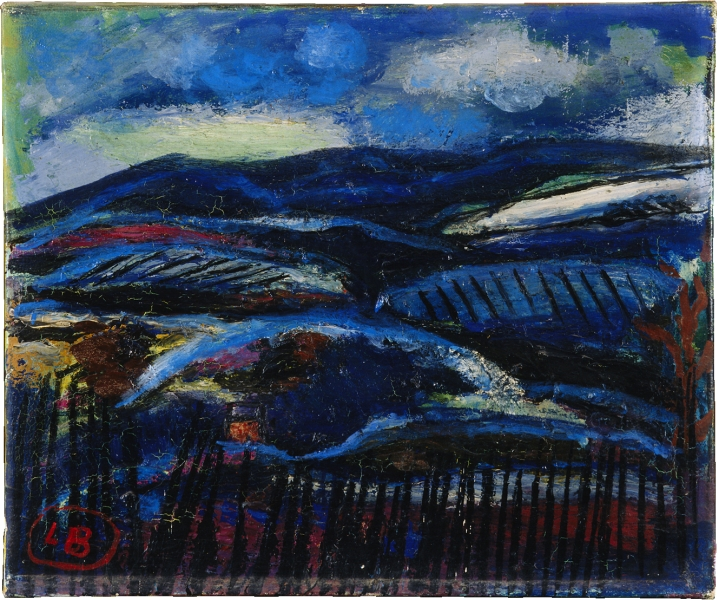
Winterlandschaft, 1950–1954
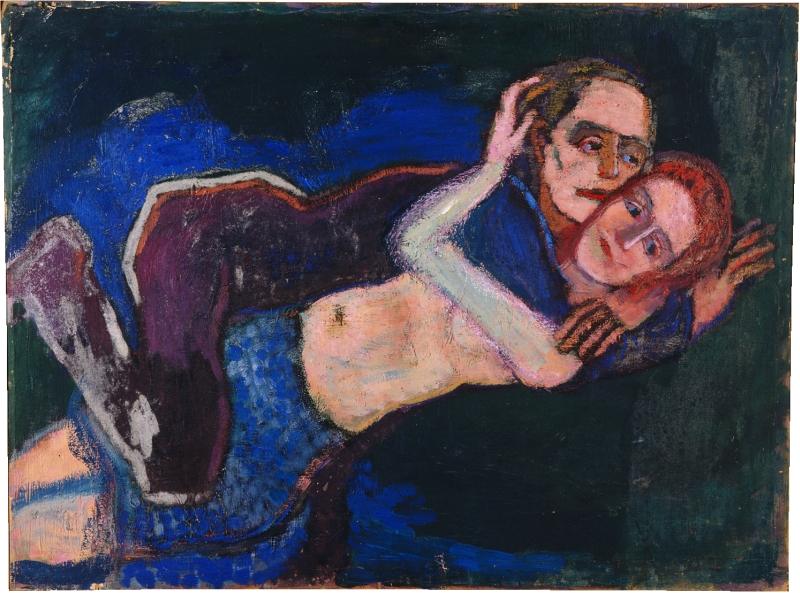
Der Gast, um 1955
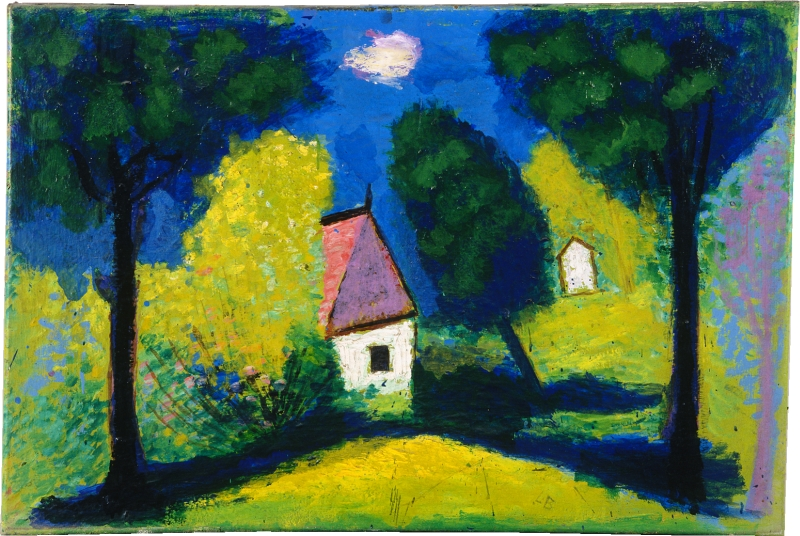
Kleines Haus im Sonnenlicht, um 1955
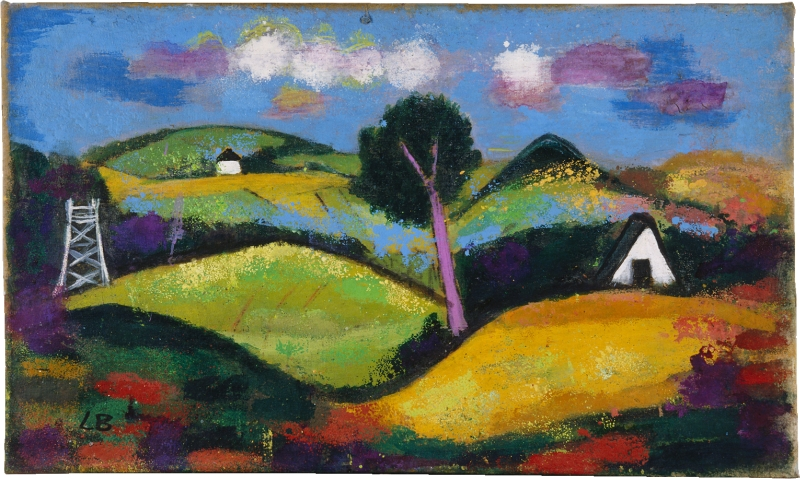
Hügelige Landschaft mit Hochstand, 1955–1960
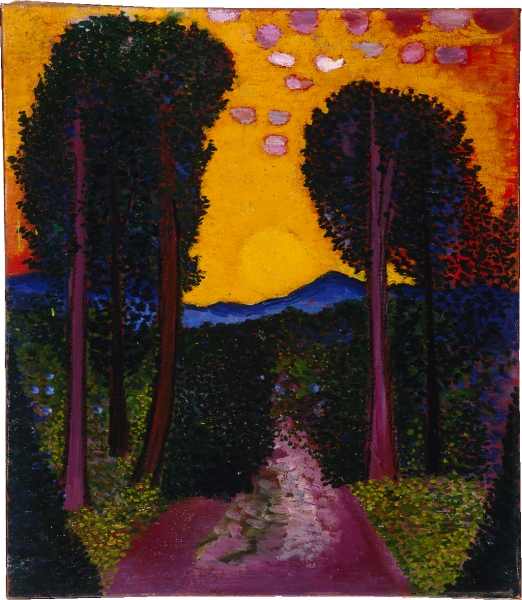
Sonnenuntergang, um 1960
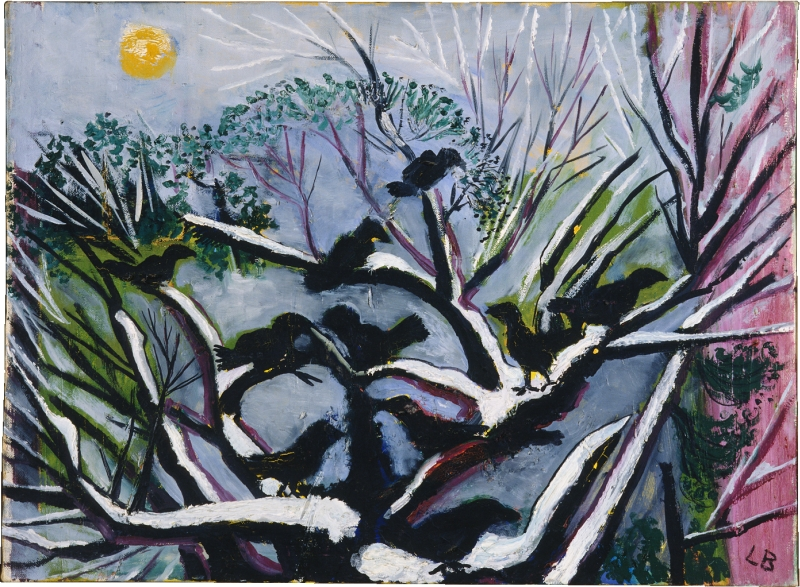
Raben auf verschneitem Baum, um 1960
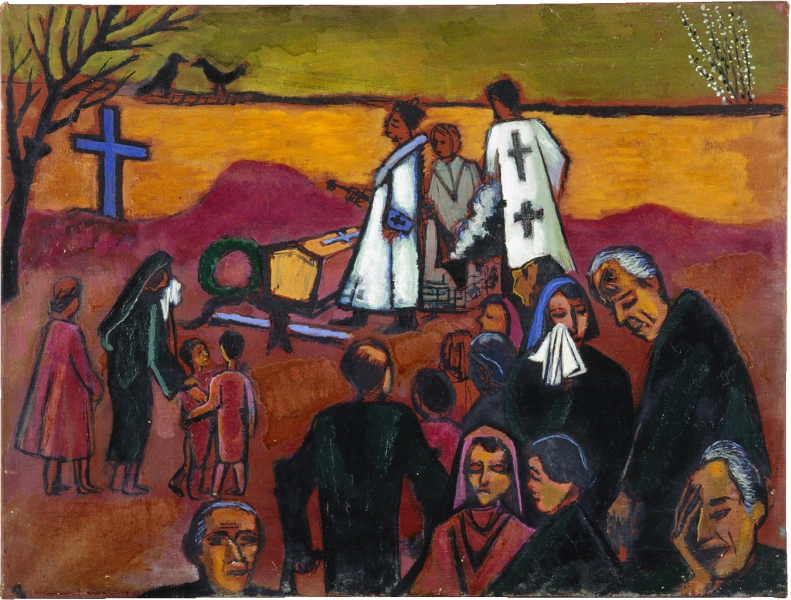
In memoriam Felix von Susani, um 1960
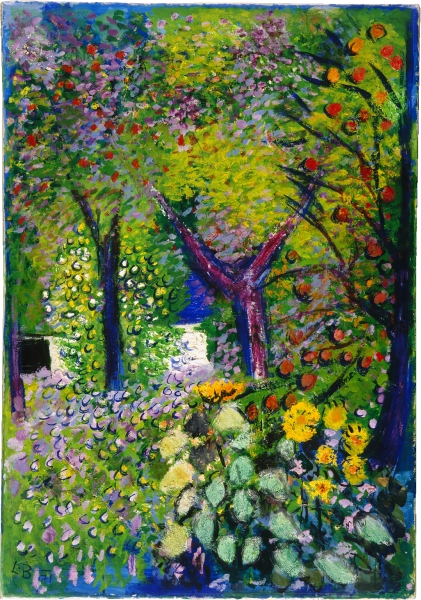
Niederösterreichischer Bauernhof, 1968–1971
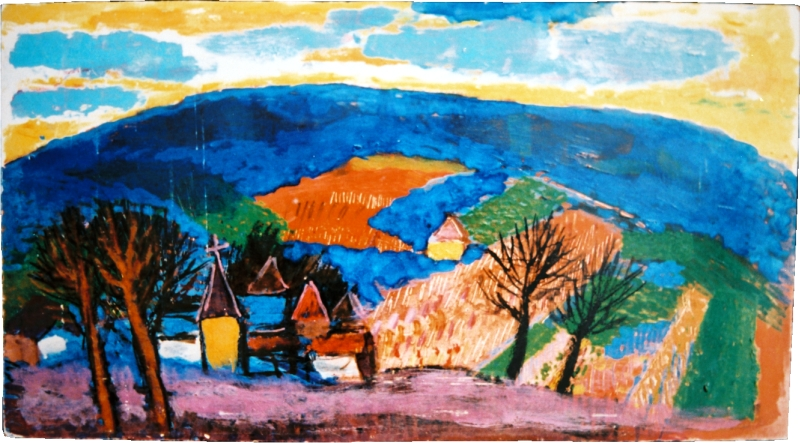
Niederösterreichisches Dorf mit blauem Hügel, 1970–1974
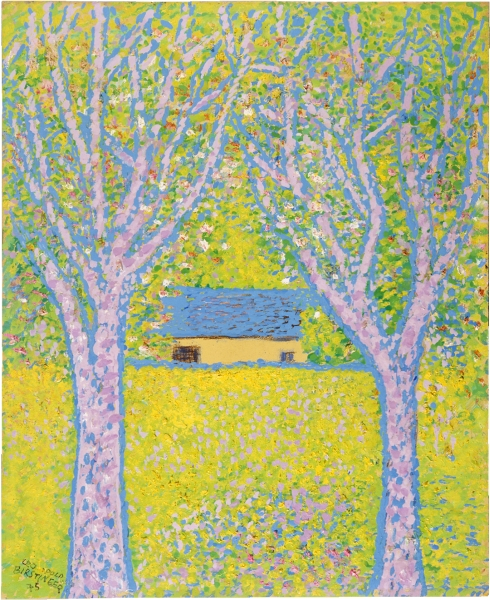
Haus zwischen zwei violetten Bäumen, 1975

## Werke

### Eigene Werkliste
Die Liste der 1948 in der Galerie Welz in Wien gezeigten Arbeiten (23 Ölbilder, 69 Graphiken) enthält die einzigen vom Künstler selbst stammenden Originaltitel seiner Werke.
Ölbilder
- 1 Mutter, Öl, 1940
- 2 Abschied, Öl, 1946
- 3 Mutter, Öl, 1940
- 4 Vorfrühling, Öl, 1939
- 5 Kindheit und Alter, Öl, 1942
- 6 Herbstlicher Garten, Öl, 1938
- 7 Meditation, Öl, 1937
- 8 Frühling, Öl, 1942
- 9 Mann und Frau, Öl, 1948
- 10 Winter, Öl, 1941
- 11 Erkenntnis, Öl, 1941
- 12 Bäume an der Straße, Öl, 1937
- 13 Landschaft im Vorfrühling, Öl, 1937
- 14 Mutter und Kind, Öl, 1940
- 15 Totes Zicklein, Öl, 1945
- 16 Gedanken, Öl, 1937
- 17 Flöten Spielende, Öl, 1938
- 18 Herbstliche Landschaft, Öl, 1946
- 19 Alter, Öl, 1937
- 20 Haus im Winter, Öl, 1947
- 21 In Memoriam Josef Birstinger, Öl, 1942
- 22 Später Sommer, Öl, 1945
- 23 Doppelporträt, Öl, 1938

Aquarelle und Druckgraphik
- 24 Achtzigjährige, Aquarell
- 25 Vor dem Fenster
- 26 Vorfrühling
- 27 Blick nach innen
- 28 Kastanien im Herbste
- 29 Sorge
- 30 Dorfstraße
- 31 Erinnerung
- 32 Allee
- 33 Mädchenbildnis
- 34 Arno Brücke
- 35 Winter des Lebens
- 36 Lernender Knabe
- 37 Vor meinem Fenster
- 38 Ponte Ferro
- 39 Verblassendes Jahr
- 40 Italienische Reise
- 41 Mein Garten
- 42 Florentinische Dächer
- 43 Südlicher Hafen
- 44 Herbst
- 45 Greisin
- 46 Vorfrühling
- 47 Aquarell
- 48 Hochsommer
- 49 Gilbes Laub
- 50 Martin
- 51 Ergebung
- 52 Flammender Herbst
- 53 Nachdenklich
- 54 Mein Söhnchen
- 55 Dächer im Süden
- 56 Die Lesung
- 57 Annemaria
- 58 Junge Frau
- 58a Hafen von Civitavechia (sic!)
- 59 Frachter an der Donau
- 60 Betende
- 61 Das Leben
- 62 Schwermut
- 63 Martin, 5 Jahre
- 64 Genossen
- 65 Friede
- 66 Betrachtung
- 67 Doppelporträt
- 68 „Zum letztenmal“
- 69 Bildnis A.B.
- 70 Krankenlager
- 71 Zum alten Jahrestag
- 72 Geschwister
- 73 Zuflucht
- 74 Weisheit
- 75 Familie
- 76 Poldi
- 77 Auf der Bank
- 78 Martin
- 79 Schlafendes
- 80 Ehe
- 81 Bittende
- 82 Abend
- 83 Versunkenheit
- 84 Zwei Menschen
- 85 Männerbild
- 86 Meiner Frau
- 87 Die Müde
- 88 Junge Frau
- 89 Gestützter Kopf
- 90 Die sehr Alte
- 91 Rückschau
- 92 Trauer

### Ausstellungen
- 1932 „Werk und Leben aus jungkatholischem Geist“ Landesmuseum Joanneum, Graz
- 1933 Schulausstellung der Kunstakademiker, Akademie der bildenden Künste Wien
- 1937 Rom, unbekannter Ausstellungsort
- 1948 Galerie Welz, Wien[3]
- 1950 „Moderne religiöse Kunst“, Landesmuseum Linz
- 1952 „Neuerwerbungen 1947–1951“, Österreichische Galerie Wien
- 1953 Galerie Betty Thommen, Basel
- 1955 „Auf vielen Wegen“, Bibliothek der Bildenden Künste, Kupferstichkabinett, Wien
- 1955 „Zehn Jahre Malerei und Plastik in Österreich“, Künstlerhaus Wien
- 1956 „Expoziţia de Pictură şi Grafică austriacă“, Sala de Expoziţii a IRRCS, Bukarest
- 1956 und 1957 Jahresausstellung des Grazer Werkbunds
- 1957 Landeskunstausstellung der Niederösterreichischen Kunstvereine, Baden
- 1960 „Die Landschaft“, Akademie der bildenden Künste Wien
- 1961 „Das gute Bild für jeden“, Wiener Secession
- 1962 Galerie Bejvl, Linz
- 1962 „Alexander Wahl, Leopold Birstinger, Hans Adametz“, Werkbund, Künstlerhaus Graz
- 1967 Große Werkbundausstellung, Künstlerhaus Graz
- 1978 Galerie Würthle, Wien
- 1981 „Leopold Birstinger, Malerei und Grafik“, Galerie Austria, Wien
- 1982 „Kopf – Porträt“, Schloss Rothmühle, Schwechat
- 1984 „Sammlung Otto Mauer“, Neue Galerie der Stadt Linz
- 1984 „Leopold Birstinger 1903–1983“, Galerie Austria, Wien
- 1984 und 1986 „Leopold Birstinger 1903–1983“, Galerie der Mühlviertler Künstlergilde, Linz
- 1987 „Leopold Birstinger 1903–1983“, Galerie Austria, Wien
- 1991 „Ins Licht gerückt. Ein Museum auf Abruf“, Volkshalle des Wiener Rathauses
- 1992 „Zu Papier gebracht“, Volkshalle des Wiener Rathauses
- 1992 „Leopold Birstinger 1903–1983“, Galerie Austria, Wien
- 1993 „KAIROS – Die Sammlung Otto Mauer im Wiener Dommuseum“, Erzbischöfliches Dom- und Diözesanmuseum, Wien
- 1994 „KAIROS – Die Sammlung Otto Mauer im Wiener Dommuseum“, Museum Moderner Kunst – Stiftung Wörlen, Passau
- 2002 „garten kunst“, Hermesvilla, Historisches Museum der Stadt Wien, Wien
- 2003 „Leopold Birstinger 1903–1983 – Melancholie und Paradies“, Leopold Museum, Wien, 31. Oktober 2003 – 28. April 2004
- 2003 „Metanoia“ – zum 30. Todestag von Monsignore Otto Mauer, Erzbischöfliches Dom- und Diözesanmuseum, Wien, 3. Oktober – 20. Dezember
- 2003 Leopold Birstinger, Galerie Austria, Wien, 4. Dezember 2003 – 24. Jänner 2004
- 2004 „Eremiten-Kosmopoliten“, Werner Berg Galerie der Stadt Bleiburg, Bleiburg, 16. Mai – 17. Oktober
- 2006 Jubiläumsausstellung, Galerie Austria, Wien, 11. Mai – 30. Juni
- 2007 „Zwischen den Kriegen“, Leopold Museum, Wien, 21. September 2003 – 3. März 2004
- 2007 „Albin Stranig & Neuland“, Werner Berg Galerie der Stadt Bleiburg, Bleiburg, 1. Mai – 28. Oktober
- 2007 „Österreich im Umbruch – Malerei der Zwischenkriegszeit“, Ernst-Barlach-Haus, Hamburg
- 2008 „Albin Stranig & Neuland“, Kulturzentrum Kapfenberg, Kapfenberg
- 2008 „Albin Stranig & Neuland“, Rabalderhaus, Schwaz in Tirol
- 2008 „Albin Stranig & Neuland“, Museum Moderner Kunst – Stiftung Wörlen, Passau, 21. Juni – 10. August
- 2009 „Die fünfziger Jahre – Kunst und Kunstverständnis in Wien“, MUSA Museum auf Abruf, Wien
- 2009 Leopold Birstinger, Galerie Austria, 10. März – 4. April
- 2009 „Macht des Bildes – Visionen des Göttlichen“, Europaausstellung 2009, Werner Berg Museum, Bleiburg, 26. April – 8. November
- 2011 „Birstinger-Hessing-Stark-Stransky“, Sammlungspräsentation, Leopold Museum, Wien, 24. März – 29. August
- 2011 „Die 60er Jahre: Eine phantastische Moderne“, MUSA-Museum auf Abruf, Wien, 29. März – 15. Oktober
- 2011 Galerie Ingeborg Zweymüller, Baden 20. Mai – 2. Juli
- 2011 „The Excitement Continues“, Leopold-Museum, 14. Oktober 2011 – 30. Jänner 2012
- 2013 Frühjahrsausstellung, Galerie Austria, Wien, 5. – 30. März 2013
- 2014 Weihnachtsausstellung, Galerie Austria, 20. November 2014 – 30. Jänner 2015

## Auszeichnungen
- Fügerpreis der Akademie der bildenden Künste Wien 1929
- Akademischer Preis der Akademie der bildenden Künste Wien 1929
- Akademischer Preis der Akademie der bildenden Künste Wien 1931
- Akademischer Studienpreis der Akademie der bildenden Künste Wien 1932
- Meisterschulpreis 1933
- Rompreis der Akademie der bildenden Künste Wien 1934
- Förderpreis des Theodor Körner-Stiftungsfonds zur Förderung von Wissenschaft und Kunst 1954
- Preis des Wiener Kunstfonds 1957
- Silberne Ehrenmedaille der Bundeshauptstadt Wien, 1979
- Professorentitel 1982